# Upton Pyne
Upton Pyne – wieś i civil parish w Anglii, w Devon, w dystrykcie East Devon. W 2011 civil parish liczyła 483 mieszkańców.